# 缪嵩
缪嵩（?—?），十六国冉魏大臣，官至侍中。

## 生平
352年，冉闵被前燕俘虏。冉魏国都邺城（今河北省临漳县）发生严重饥荒，人相食，过去后赵的宫人被残食殆尽。蒋干派侍中缪嵩、詹事刘猗向东晋朝廷进奉降表，请求投降，并且向谢尚求救。五月初二，燕王慕容儁派广威将军慕容军、殿中将军慕舆根、右司马皇甫真等人率领步、骑兵二万人协助慕容评攻打邺城。五月初三，前燕在龙城（今辽宁省朝阳市）斩杀了冉闵。东晋谢尚派戴施据守枋头（今河南省浚县西南淇门渡），戴施听说蒋幹派缪嵩、刘猗前来求救，就从仓垣（今河南省开封市西北）移师驻扎到棘津（今河南省滑县西南），阻拦了缪嵩、刘猗，索要传国玉玺。刘猗让缪嵩返回邺城禀报蒋幹。六月，戴施进入邺城，帮助守卫三台（铜雀台、金虎台、冰井台），蒋幹拿出传国印玺交给了他。八月十三，前燕攻克邺城。

## 同僚
刘猗，官至詹事，和缪嵩被蒋幹派向东晋请降。